# 沃耶伊科夫冰架
66°20′S 124°38′E / 66.333°S 124.633°E
沃耶伊科夫冰架（英語：Voyeykov Ice Shelf）是南極洲的冰架，處於保爾丁灣和古迪納夫角之間，由蘇聯探險隊在1958年被繪入地圖，以俄羅斯的氣候學家命名。